# استانیسلاو کرایوسکی
استانیسلاو کرایوسکی (انگلیسی: Stanisław Krajewski؛ زادهٔ ۱ ژانویهٔ ۱۹۵۰) ریاضی‌دان، و فیلسوف اهل لهستان است.